# سیارک ۱۱۹۸۱
سیارک ۱۱۹۸۱ (به انگلیسی: 11981 Boncompagni، نامگذاری:1995UY1) یازده هزار و نهصد و هشتاد و یکمین سیارک کشف شده‌است که در ۲۰ اکتبر ۱۹۹۵ کشف شد.
قدر مطلق سیارک برابر ۱۴٫۱۰ است.